# Hans Ferner
Pour les articles homonymes, voir Ferner.
Hans Ferner (né le 23 décembre 1928 à Malbergweich et mort le 3 octobre 1982 à Alsdorf) est un haut dirigeant et homme politique (SPD). Du 24 juillet 1966 au 25 juillet 1970 et du 28 mai 1975 au 3 octobre 1982, il siège au Landtag de Rhénanie-du-Nord-Westphalie. Il y est président de la commission parlementaire pour la sécurité dans les mines et président du comité de sécurité minière.

## Biographie
Après l'école primaire et le lycée, Hans Ferner suit une formation d'artisan télégraphique et de serrurier. Il prend ensuite un poste de manager. À partir de 1971, il est directeur des ressources humaines et des affaires sociales de l'association minière d'Eschweiler.
Hans rejoint également le SPD en 1953. Entre 1967 et 1973, il est membre du comité d'État du SPD. À partir de 1960, il travaille au comité exécutif du sous-district du SPD dans l'arrondissement d'Aix-la-Chapelle, dont il devient président en 1980. Il est également président de l'association locale du SPD Alsdorf-Est et membre du conseil municipal du SPD Alsdorf. Le SPD représente Hans Ferner de 1958 à 1980 au conseil municipal d'Alsdorf, à partir de 1964, il est également membre du conseil de district du groupe parlementaire SPD dans l'arrondissement d'Aix-la-Chapelle, dont il est président de 1969 jusqu'à sa mort. Il est citoyen d'honneur d'Alsdorf, la décision sur le prix est prise lors de la réunion du conseil municipal d'Alsdorf le 15 juin 1982.

## Autres
Le bureau du sous-district du SPD Aix-la-Chapelle-Campagne à Willy-Brandt-Ring 1 à Alsdorf est rebaptisé "Hans-Ferner-Haus" après lui.